# Sandzeichnung (Vanuatu)

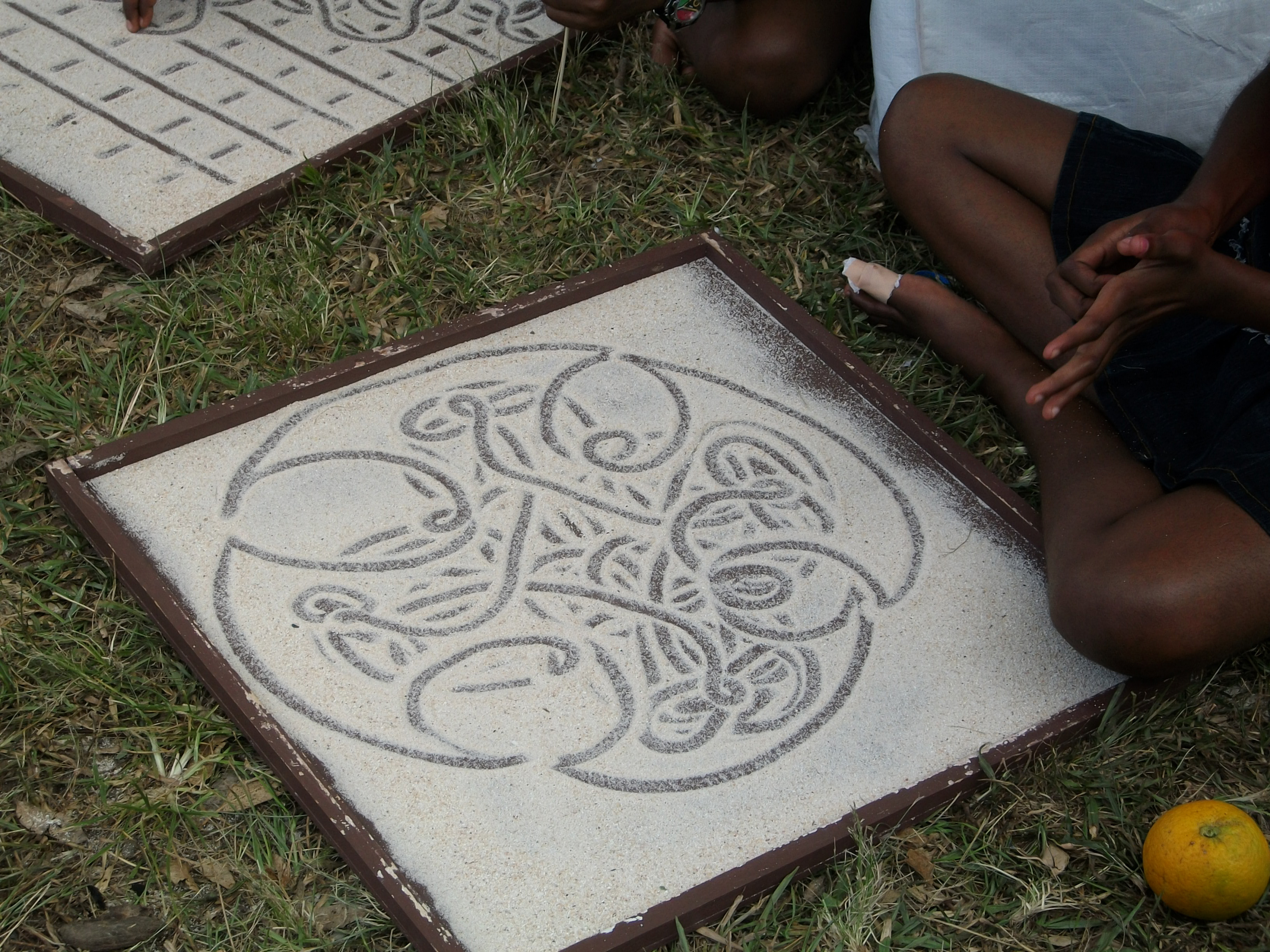
Sandzeichnung Vanuatu, anlässlich des 4. Melanesian Festival of Arts and Culture, La Foa, Neukaledonien, 2010

Die Sandzeichnungen von Vanuatu sind mit einem Finger in den Sand oder anderen lockeren Boden gezeichnete Muster. Jedes Muster besteht aus nur einer durchgehenden Linie. Sie entstanden aus dem Bedürfnis zur Kommunikation zwischen den über einhundert Sprachen sprechenden Bewohnern des aus 83 Inseln und Archipelen bestehenden Staates. Die Sandzeichnungen können auch als Gedächtnishilfe für mündlich übermittelte Geschichten oder andere Informationen dienen.
Die Sandzeichnungen von Vanuatu wurden von der UNESCO 2003 als Meisterwerke des mündlichen und immateriellen Erbes der Menschheit anerkannt und 2008 in die Repräsentative Liste des immateriellen Kulturerbes der Menschheit der UNESCO aufgenommen.